# Microchrysa ussuriana
Microchrysa ussuriana är en tvåvingeart som först beskrevs av Pleske 1930.  Microchrysa ussuriana ingår i släktet Microchrysa och familjen vapenflugor. Inga underarter finns listade i Catalogue of Life.